# 沙希德阿巴斯普尔大坝
沙希德阿巴斯普尔大坝 (波斯語：‎) ，又称卡伦河一号大坝，位于伊朗胡齐斯坦省马斯吉德苏莱曼城东北50公里处的卡伦河上。该坝属于拱坝，一期工程于1969年开工，1976年建成。最初命名为礼萨汗大坝，伊朗伊斯兰革命后改为现名。它是卡伦河上一系列水利水电工程计划中的第一座大坝。

## 结构
该坝采用混凝土双曲拱坝，坝高200米，坝顶宽6米，大坝被设计在卡伦河上一个狭窄的岩石峡谷中，通过双曲拱的设计，能够将上游储水水流所带来的压力，借助坝体的弧面向外部传导至大坝两侧的峡谷山体，有助于进一步增强大坝的抗水压能力。

## 发电
大坝有两座发电站房，分别建成于1976年和1995年，每个发电站方包含四个2,000瓦特（2,700,000匹馬力）水轮机发电机组，大坝总发电能力达到2,000瓦特（2,700,000匹馬力）。大坝发电网络与公共电网相连接，大部分的发电用于尖峰时刻的用电需求。